# Kilby Park
Kilby Park är en park i Kanada.   Den ligger i provinsen British Columbia, i den södra delen av landet, 3 500 km väster om huvudstaden Ottawa. Kilby Park ligger 15 meter över havet.
Terrängen runt Kilby Park är varierad. Närmaste större samhälle är Chilliwack, 7,9 km söder om Kilby Park.
I omgivningarna runt Kilby Park växer i huvudsak barrskog. Runt Kilby Park är det ganska tätbefolkat, med 248 invånare per kvadratkilometer.